# Upplands runinskrifter 80

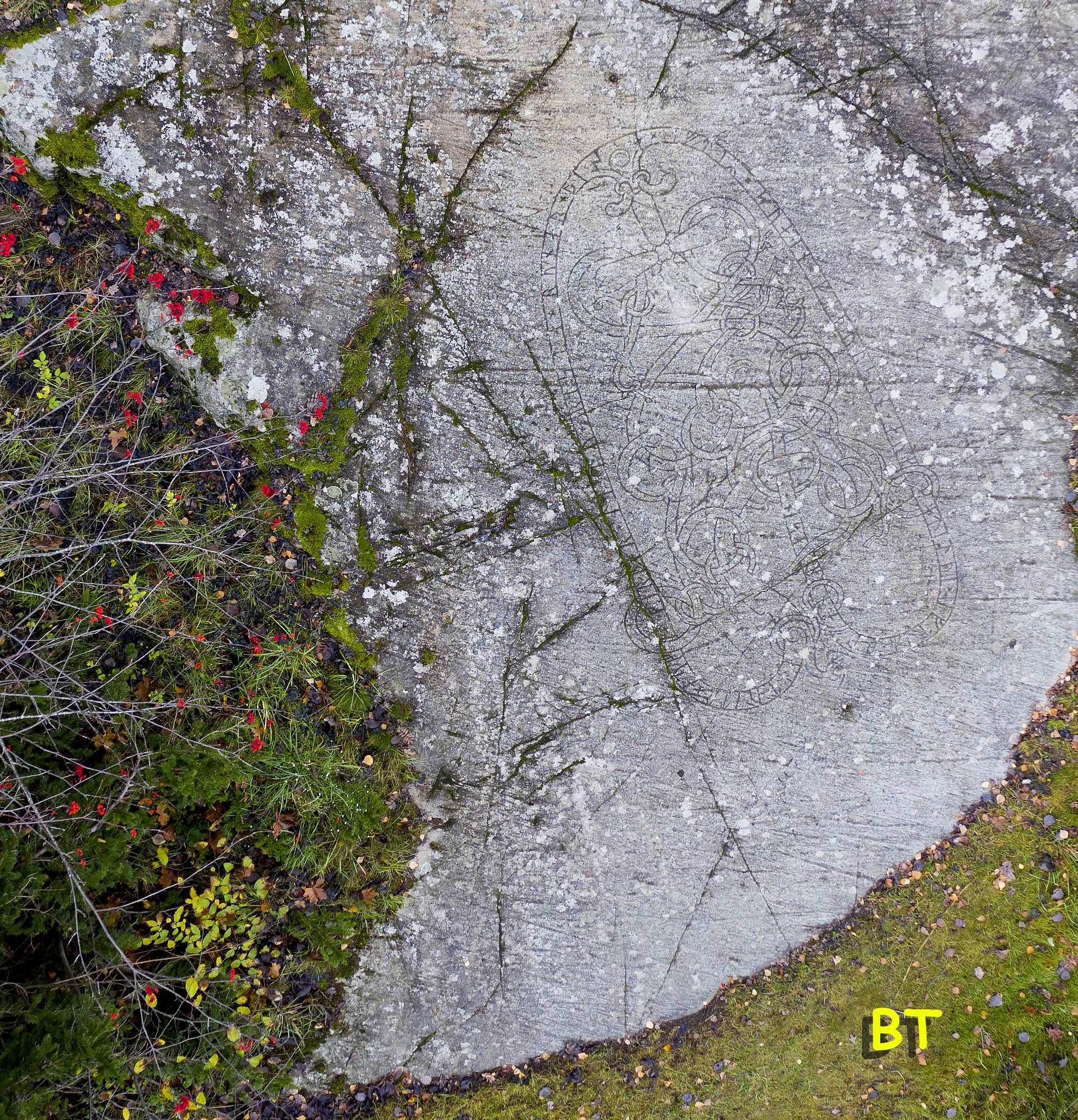
U 80 från 15 meters höjd av drönare

Runinskrift U 80 är en stor och påkostad runhäll vid Sundby i Spånga socken, Sollentuna härad och Stockholms kommun. Strax intill U 80 ligger den ofullbordade runhällen U 81.

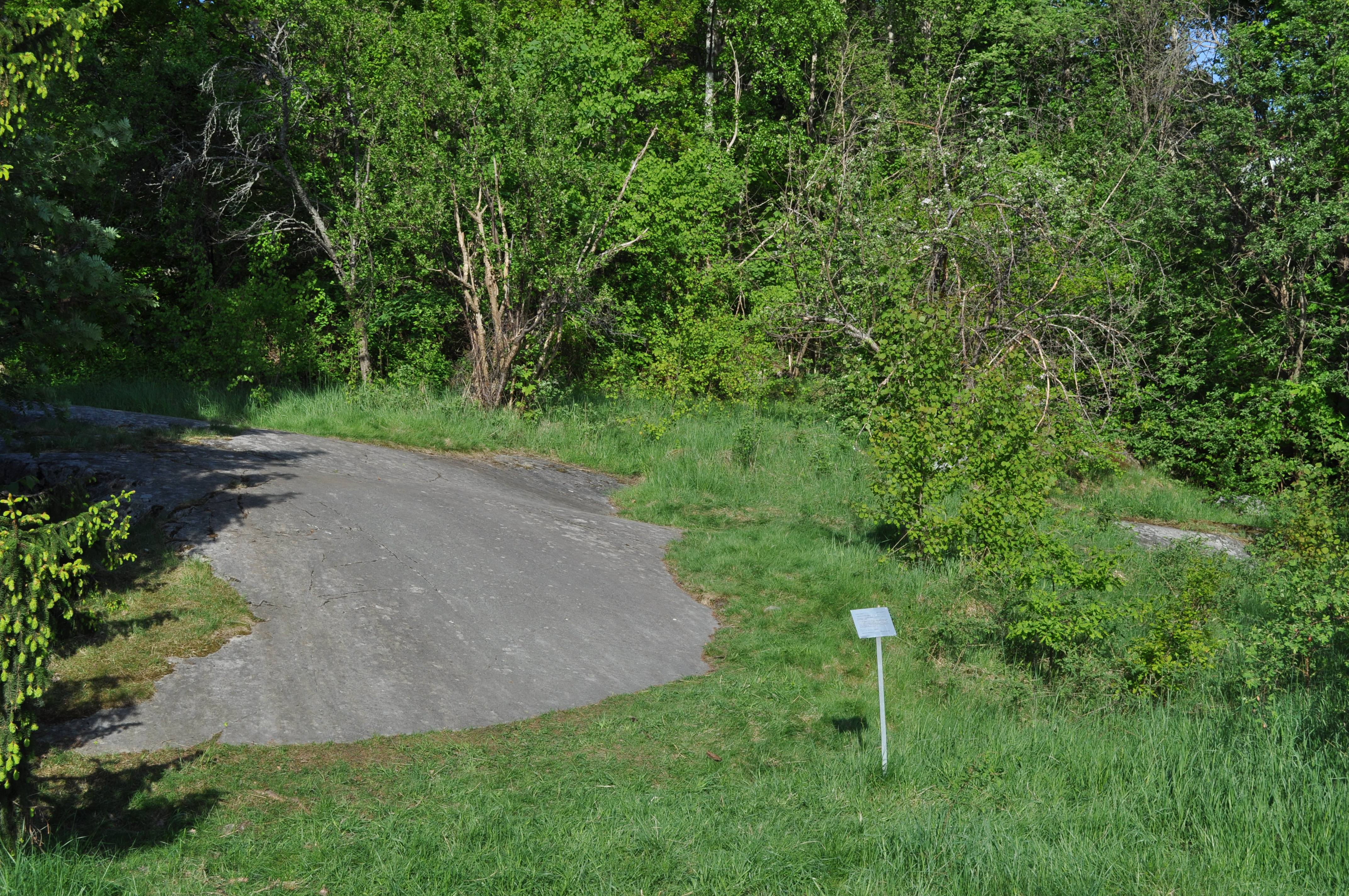
Till vänster U 80. Till höger skymtar U 81.

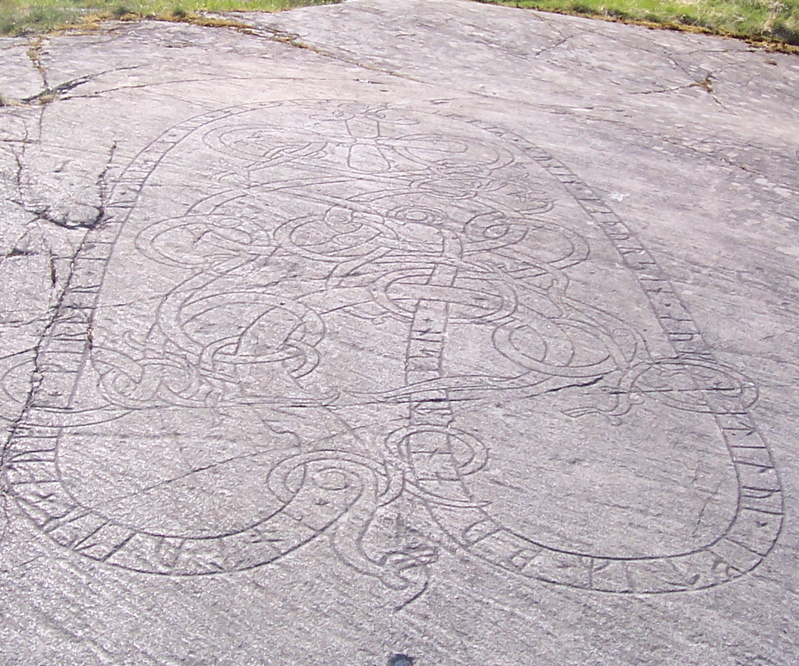
U 80

## Hällen
De två runhällarna ligger i ett gravfält med en hög och tretton stensättningar. Berghällen där U 80 är inhuggen sluttar åt nordost mot en svacka som en gång torde ha varit ett sund, kanske det sundet som gav namn åt gården Sundby. Ristningens nederkant beräknas ha legat en knapp meter över havsytan vid mitten av 1000-talet. Om sundet fortfarande var farbart vid den tiden så torde runhällen ha varit väl synlig från passerande skepp. Av den forna farleden återstår i dag Spångaån/Bällstaån.
Runhällens ristning är inte signerad. Elias Wessén argumenterar i Sveriges runinskrifter för att den troligen är gjord av den kände runmästaren Fot, då det omsorgsfulla utförandet, stavningen och runformerna påminner om andra verk av Fot.
Gråstenshällens runinskrift och mjukt slingrande ornamentik är djupt och jämnt huggna, och syns därför väl trots att ristningen inte har blivit uppmålad på länge. Texten är intakt och tydlig. Den översatta inskriften lyder enligt nedan:

## Inskriften
Runor: ×ᛅᚾᛏᚢᚽᛏᚱ×ᛅᚢᚴ᛭ᚴᚽᚱᚦᛅᚱ᛭ᛚᛁᛏᚢ×ᚱᛁᛋᛏᛅ×ᚱᚢᚾᛅᚱ×ᚦᛁᛋᛅ×ᛁᚠᛏᛁᛦ×ᛋᚢᛅᛁᚾ×ᚠᛅᚦᚢᚱᛋᛁᚾ×ᛅᚢᚴ×ᚴᛅᛏᛁᛚᚢᛁ×ᛁᚠᛏᛁᛦ×ᛒᚢᛅᚾᛏᛅᛋᛁᚾ᛭
Translitterering av runraden:
× antuetr × auk + kerþar + litu × rista × runar × þisa × iftiʀ × suain × faþur sin × auk × katilui × iftiʀ × buanta sin +
Normalisering till runsvenska:
Andvettr ok Gærðarr letu rista runaʀ þessaʀ æftiʀ Svæin, faður sinn, ok Kætilvi æftiʀ boanda sinn.
Översättning till nusvenska:
Andvätt och Gärdar lät rista dessa runor efter sin far Sven, och Kättilvi efter sin make.

## U 81

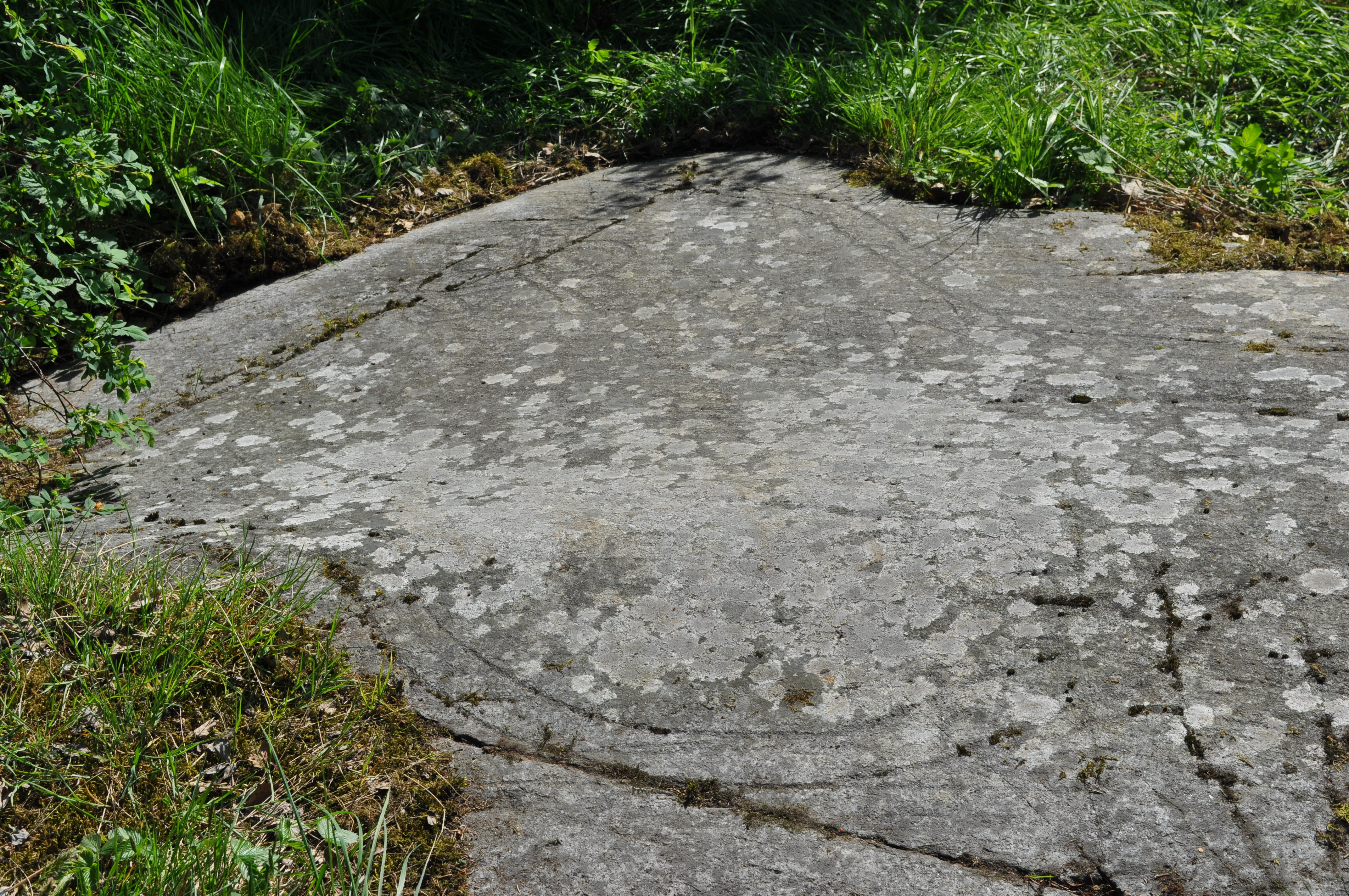
U 81

Ett tiotal meter nordväst om U 80 ligger U 81, en ofullbordad runhäll som inte kan vara gjord av samma erfarna runmästare som gjorde U 80. Slingan är ojämn och i smalaste laget för att rymma runtext, och linjerna är mycket grunda och svåra att få syn på. Ornamentiken är inte färdigställd och inskriften är bara påbörjad. Det enda som finns att läsa är mansnamnet Ärnmund i runslingans början.